# Geschwister-Scholl-Institut

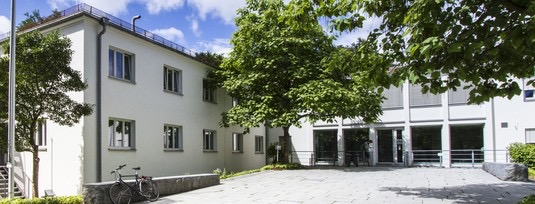
Haupteingang des GSI

Das Geschwister-Scholl-Institut (GSI) ist das politikwissenschaftliche Institut (Department) an der Sozialwissenschaftlichen Fakultät der Ludwig-Maximilians-Universität München (LMU). Von der Gründung 1958 bis 1966 lautete die Bezeichnung Münchner Institut für Politische Wissenschaft. Es ist nach den Geschwistern Hans und Sophie Scholl benannt, die Mitglieder der Weißen Rose waren und als Widerständler gegen den Nationalsozialismus hingerichtet wurden.
Das GSI verpflichtet sich nach eigenen Angaben mit der Benennung nach den Geschwistern Scholl auf das Weltbild von Freiheit, Demokratie und Toleranz, und auf eine Lehre, die den Studenten diese Werte vermittelt und sie zu Kritikfähigkeit anhält.

## Überblick
Das GSI hat heute als eines der größten politikwissenschaftlichen Institute Deutschlands mit der angeschlossenen Denkfabrik CAP (Centrum für angewandte Politikforschung) einen großen Einfluss in der praktischen Politik. Gründungsdirektor war ab 1958 der deutsch-US-amerikanische Politologe und Philosoph Eric Voegelin. Das Geschwister-Scholl-Institut für Politikwissenschaft hat beim CHE-Ranking 2019 für den Indikator Forschungsreputation die beste Bewertung in Deutschland bekommen.

## Geschichte der Politikwissenschaft in München
Die Geschichte der Politikwissenschaft an der Universität München beginnt mit dem Umzug der LMU 1826 von Landshut nach München. In München etablierten sich an der Universität Fächer wie die Kameralwissenschaft und die Policeywissenschaft, welche als Vorgängerdisziplinen der politischen Wissenschaft verstanden werden können. Das sogenannte Cameralinstitut darf als Vorläufer der staatswirtschaftlichen Fakultät gelten, in der die Politikwissenschaft nach dem Zweiten Weltkrieg ihren ersten akademischen Ort finden sollte.

### Historische Vorläufer der Politikwissenschaft an der Universität München
Die neu eingerichteten politischen Wissenschaften an der LMU zu Beginn des 19. Jahrhunderts Ansätze fort, welche von Rechtswissenschaftlern, Politischen Philosophen, Theologen und von Historikern begründet worden sind. Diese Ansätze wurden vor allem in der Kameralwissenschaft und in der Policeywissenschaft angesiedelt.
Die besondere Bedeutung des mit dem Umzug neu eingerichteten Cameralinstitutes der LMU kam vor allem deshalb zu, weil der Besuch von Vorlesungen über Kameralwissenschaft für die Studierenden aller Fakultäten obligatorisch war. Außer dem Fiskalbereich (der späteren Finanzwissenschaft) und dem Ökonomiebereich (der späteren Betriebswirtschaftslehre) wurden von den Mitgliedern des Instituts vor allem die Bereiche der „Polizeysachen“ und der behördlichen Wirtschaftsverwaltung (der späteren Volkswirtschaftspolitik) sowie auch der Bereich der territorialstaatlichen Innenpolitik (einer Teildisziplin der späteren Politikwissenschaft) gepflegt. Dass auf die Pflege und Weiterentwicklung der kameralistischen Studien größter Wert gelegt wurde, entsprach der praxisbezogenen Ausrichtung der Regierung Montgelas unter Bayerns erstem König Max I. Auf den Geschichtslehrstuhl, den er für den wichtigsten hielt, berief Ludwig I. ein Jahr nach der Verlegung der Universität nach München Joseph von Görres. In München wurde dieser bedeutende Publizist zum stimmgewaltigen Wortführer des politischen Katholizismus.
Unter Max II., dem die Förderung der Wissenschaft besonders am Herzen lag, der die methodischen Möglichkeiten der Geschichtswissenschaft zum Studium der Politik einsetzte, wurden weitere prominente Historiker nach München berufen. Nach München kam dann Leopold von Rankes, Carl Adolf Cornelius, Wilhelm von Giesebrecht und Heinrich von Sybel, der in der Diskussion um die deutsche Einheit so leidenschaftlich für eine kleindeutsche Lösung eintrat, dass das gute Verhältnis zum König Schaden litt. 1858 wurde an der Bayerischen Akademie der Wissenschaften die Historische Kommission begründet, deren erster Präsident Leopold von Ranke wurde. Vornehmste Aufgabe dieser Kommission wurde das Studium und die Evaluation politischer Akten. In der Staatswissenschaftlichen Fakultät lenkte Wilhelm Heinrich Riehl mit seiner „Bavaria“ die Aufmerksamkeit der politisch Interessierten von den Hauptakteuren der Politik auf das Volk – auf die Gesellschaft und Staat tragenden Bürger in ihrer sozialen Wirklichkeit. Die Juristische Fakultät zierte der Kommentator der deutschen Reichsverfassung von 1871, Max von Seydel, von dem politische Impulse ausgingen.

### Politikwissenschaftliche Ansätze an der Universität München in der ersten Hälfte des 20. Jahrhunderts
Für die im kontinentalen Europa Traditionsstrom stehende ältere deutsche Politikwissenschaft war das „Denken aus dem Staat“ charakteristisch. Für diese war der Staat Angelpunkt der wissenschaftlichen Reflexion. Der Ort der Organisation der Politikwissenschaft waren daher zunächst die Rechts- und Staatswissenschaftlichen Fakultäten.
In der ersten Hälfte des 20. Jahrhunderts war es dann vor allem der Verfassungsrechtler Hans Nawiasky, der über den Tellerrand einer rein normativistisch arbeitenden Rechtswissenschaft hinaussah. Nawiasky gilt neben Wilhelm Hoegner als Schöpfer der Bayerischen Verfassung von 1946 und des deutschen Grundgesetzes. Nawiasky wurde zum Gründer des in der Juristischen Fakultät angesiedelten Institut für Öffentliches Recht und Politik.
Eine weitere politikwissenschaftliche Dimension an der Universität München zeigt vor allem das Werk des – liberal gesinnten – Wirtschaftswissenschaftlers Lujo Brentano, dem nicht zuletzt die Gewerkschaften und der Ausgleich der Sozialpartner am Herzen lagen. Sein Nachfolger war Max Weber, einer der scharfsinnigsten Soziologen, Wirtschaftshistoriker und politischen Publizisten der deutschen Universitätsgeschichte. Mit seinen bahnbrechenden Arbeiten zur Politischen Soziologie und zur Rechtssoziologie hat sich Max Weber einen respektablen Platz in der Ahnengalerie der Politikwissenschaft gesichert und eine große Weiterentwicklung der Politikwissenschaft an der Universität München geleistet. Ein ebenso großes Wirken war dem 1882 an die Philosophische Fakultät berufenen Georg von Hertling beschieden, der als Philosoph zahlreiche sozialwissenschaftliche Arbeiten zu Gegenwartsfragen veröffentlichte. Hertling wurde 1909 Vorsitzender der Zentrumsfraktion im Reichstag, 1917 preußischer Ministerpräsident und Reichskanzler – als solcher der vorletzte des Kaiserreiches. Für die politikwissenschaftlich orientierte Geschichtswissenschaft sind Karl Theodor von Heigel und seine Nachfolger Erich Marcks, Hermann Onken und Arnold Oskar Meyer zu nennen, die alle über Bismarck arbeiteten, des Weiteren Siegmund von Riezler und sein Nachfolger Michael Doeberl auf dem 1898 geschaffenen Lehrstuhl für Bayerische Geschichte. Als Meister der politischen Geschichtsschreibung setzten sich beide intensiv mit Gegenwartsfragen auseinander. So nahm bei den Münchner Historikern nicht zuletzt auch die Beschäftigung mit den politischen Konsequenzen der deutschen Niederlage im Ersten Weltkrieg breiten Raum ein.
Die nach dem Übergang zur parlamentarischen Demokratie im öffentlichen Bewusstsein gestiegene Bedeutung der Presse führte 1924 zur Gründung des ersten deutschen Lehrstuhls für Zeitungswissenschaft an der Universität München. Auf diesen Lehrstuhl berufen wurde Karl d’Ester, der zum Begründer einer besonderen Münchner Schule der Zeitungswissenschaft werden sollte.
Die sich seit dem Ende des 19. Jahrhunderts anbahnende und nach dem Ende des Ersten Weltkrieges weiter verstärkende Erschütterung des bürgerlichen Rechts- und Nationalstaates führte dann zur Ausbildung der spezifischen Sozialwissenschaften, deren Charakteristikum die Verschiebung der Blickrichtung von den Zielen zu den Gründen und Hintergründen des politischen Verhaltens sowie auch die Bemühung um eine Steigerung der methodischen Schärfe und der empirischen Aussagekraft war.
Für die nationalsozialistischen Ideologen des Dritten Reiches waren Soziologie und Politikwissenschaft – ob marxistisch oder traditionell-konservativ – zersetzende Wissenschaften, deren analytisches Potenzial dem völkischen Gedanken als dem geistigen Fundament des neuen Reiches zu schaden drohte und daher bekämpft werden musste. Zahlreiche Sozialwissenschaftler wurden in die Emigration getrieben, aus der nach dem Zweiten Weltkrieg nur ein kleiner Teil wieder nach Deutschland zurückkehren sollte.

### Die Wiederbegründung der Politikwissenschaft an der Universität München nach dem Zweiten Weltkrieg
Die sogenannte Münchner Schule der Politikwissenschaft, also die normativ orientierte Politikwissenschaft an der Universität München nach dem Zweiten Weltkrieg, wurde von dem Emigranten Eric Voegelin geprägt. Er hatte das Dritte Reich in den USA überlebt und war deshalb aus der Sicht der USA und in der öffentlichen Meinung der Nachkriegszeit in Deutschland geeignet, die von den USA ausgehenden, im Zeichen einer Reeducation stehenden Impulse zur Förderung der – nunmehr weithin als Demokratiewissenschaft verstandenen – Politikwissenschaft in Forschung und Lehre umzusetzen und weiterzugeben.
Derartige Impulse im Sinne der Reeducation zu geben waren die USA nicht zuletzt deshalb prädestiniert, weil sich die Politikwissenschaft im angelsächsischen Raum und Einflussbereich kontinuierlich von der naturrechtlichen Vertragstheorie zur Lehre vom Verfassungsstaat gewandelt hatte, was in der kontinentaleuropäische Entwicklung nicht der Fall war. Der im angelsächsischen Sinne zur Demokratiewissenschaft gewordenen Politikwissenschaft war daher auch eine pädagogische Aufgabe zugedacht.
Politische Bildung im Sinne der Förderung demokratischen Bewusstseins war in der Weimarer Zeit in den Anfängen steckengeblieben. Und dies, obwohl Staatsbürgerkunde gemäß Art. 148 der Weimarer Reichsverfassung als ordentliches Lehrfach im Lehrplan der deutschen Schulen verankert worden war. Dass die USA nach dem Zweiten Weltkrieg die Begründung der deutschen Lehreinrichtungen für Politische Wissenschaft und Politische (Erwachsenen-)Bildung nachdrücklichst forderten, ist auch unter diesem Aspekt zu verstehen.
Schon 1950 wurde die Münchner Hochschule für Politik gegründet. Im Haushalt des Freistaates Bayern für das Jahr 1956 wurde dann von der Regierung Hoegner, einer Koalition aus SPD, FDP, BP und GB/BHE, der erste Münchner Lehrstuhl für Politische Wissenschaft – und dies in der Staatswirtschaftlichen Fakultät – ausgewiesen.
An der Pädagogischen Hochschule München-Pasing, die der Philosophischen Fakultät der Universität angeschlossen war, wurden bald kurz hintereinander zwei Lehrstühle für Politik eingerichtet.
Mit der Berufung Eric Voegelins 1958 an die Ludwig-Maximilians-Universität München an den Lehrstuhl Max Webers, der seit dessen Tod 1920 unbesetzt war, beginnt die Geschichte des Münchner Instituts für Politische Wissenschaft. Dieses wurde als ein eigenes Institut für Politikwissenschaft unter der Leitung Eric Voegelins etabliert.
Eric Voegelin, in Wien habilitiert, musste Österreich 1938 verlassen und lehrte dann an verschiedenen amerikanischen Universitäten. Dank seiner internationalen Verbindungen und seiner internationalen Bekanntheit gelang es ihm, deutsche und amerikanische Spendengelder zum Aufbau des Instituts (das zunächst in der Theresienstraße 3–5 Aufnahme gefunden hatte) zu organisieren und bedeutende ausländische Gastdozenten zu gewinnen. Aufgrund dessen gewann das Institut nach und nach eine Sonderstellung. Hinzu kam das Bewusstsein, an der Etablierung eines neuen Faches mitzuwirken, dessen geisteswissenschaftlicher Zugriff weit über den Forschungsradius der Disziplinen hinausreichte, innerhalb dessen die Beschäftigung mit Teilaspekten des Politischen bisher angesiedelt war.
Den Remigranten Eric Voegelin leiteten ganz andere Vorstellungen als die – ebenfalls von Remigranten geprägte – Frankfurter Schule. Voegelin ging es um die Rekonstruktion der Politikwissenschaft als normativer Ordnungswissenschaft, die ihren Kurs zwischen positivistischen Wertfreiheits- und marxistischen Wertbindungslehren zu finden suchte. Aus unmittelbarer eigener Erfahrung von den Vorzügen des amerikanischen Department-Systems überzeugt, bemühte sich Voegelin von Anfang an um die Durchsetzung einer dynamischen Personalstruktur, die interdisziplinäres Arbeiten ermöglichen und die Politikwissenschaft in den Rang einer echten Integrationswissenschaft erheben sollte. So sammelte Voegelin in den folgenden Jahren Schüler verschiedener Fachrichtungen um sich, mit denen er an der Verwirklichung dieses Zieles arbeitete. So universal Voegelins Konzept auch angelegt war, vermissten Pragmatiker insbesondere die umfassende Wahrnehmung des pädagogischen Auftrags. Schon im Oktober 1959 vermerkte der Leiter der Hochschulabteilung im Bayerischen Staatsministerium für Unterricht und Kultus, dass angesichts der vorwiegend geistesgeschichtlichen Orientierung Voegelins für die Betreuung der Sozialkundelehrer ein zweiter Lehrstuhl für Politische Wissenschaft dringend geboten sei. Auf diesen Lehrstuhl wurde dann 1962 der Bergstraesser-Schüler Hans Maier berufen.
1963 zog das Institut vom bisherigen Standort an der Theresienstraße ins Haus Konradstraße 6 um. Das Institut für Politische Wissenschaft wurde mit dem 30. Januar 1968 auf Anregung Gottfried-Karl Kindermanns als „Geschwister-Scholl-Institut für Politische Wissenschaft der Universität München“ umbenannt. 1968 zog das Institut ein weiteres Mal um, dieses Mal in die Ludwigstraße 10, nahe dem Hauptgebäude der Universität. Die folgenden Jahre waren geprägt von der Schaffung neuer Lehrstühle und dem Ausbau von Forschung und Lehre am Institut. Den ersten deutschen Lehrstuhl für Internationale Politik erhielt bereits 1967 Gottfried-Karl Kindermann, den Lehrstuhl für Politische Theorie und Philosophie der aus den USA kommende Nikolaus Lobkowicz. Aus dem von Studentenunruhen geschüttelten Berliner Otto-Suhr-Institut kam Kurt Sontheimer (1968), aus der Juristischen Fakultät der Universität Mainz der Rechts- und Politikwissenschaftler Peter Cornelius Mayer-Tasch (1971) an das Geschwister-Scholl-Institut. Weitere Professuren übernahmen der Föderalismus-Experte Heinz Laufer (1969), der auf das Verhältnis von Politik und Wirtschaft spezialisierte Dieter Grosser (1974) sowie der Voegelin-Schüler und Dritte-Welt-Forscher Peter Joachim Opitz (1977). Auf den Lehrstuhl Voegelin wurde 1974 Peter Christian Ludz berufen.
Am 27. Oktober 1970 wurde die Hochschule für Politik München per Gesetz zu einer „institutionell selbständigen Einrichtung an der Universität München“ (ähnlich einem „An-Institut“ einer Universität) angeschlossen. Die akademischen Grade der selbstständigen Hochschule wurden formal von der Ludwig-Maximilians-Universität München verliehen.
Mit der Neuordnung der Fakultäten der Universität durch das bayerische Hochschulgesetz im Jahr 1974 wurden alle politikwissenschaftlichen Professuren aus der staatswirtschaftlichen, philosophischen und erziehungswissenschaftlichen Fakultät im sozialwissenschaftlichen Fachbereich (seit 1979 wieder Sozialwissenschaftliche Fakultät) zusammengefasst.
1990 wurde das Eric-Voegelin-Archiv am GSI gegründet, das sich seitdem intensiv der Voegelin-Forschung sowie der Herausgabe der Werke Voegelins in deutscher Sprache widmet. 1995 schließlich wurde Werner Weidenfeld berufen, der in der Folge das dem GSI angeschlossene Centrum für angewandte Politikforschung (CAP) leitete.
1996 erhielt das Geschwister-Scholl-Institut seinen endgültigen Platz im ehemaligen Gebäude von Radio Free Europe am Englischen Garten.
Im Zusammenhang mit der Berufung von Heinrich Oberreuter im Jahr 2002 geriet das Institut in die Schlagzeilen. Oberreuter war durch ein Sondervotum auf die Berufungsliste gesetzt worden, das Verwaltungsgericht erkannte auf einen Verstoß gegen die Hochschulautonomie. Nach Verhandlungen nahm Oberreuter den Ruf nicht an.
Im Herbst 2011 stellte sich das Geschwister-Scholl-Institut gegen die Hochschule für Politik München (HfP), indem es der Presse mitteilte, nicht mehr für die Vergabe der Diplomgrade verantwortlich sein zu wollen. Es hielt die Lehrinhalte und das Personal der HfP für reformbedürftig und wollte die gesetzlich vorgeschriebene Zusammenarbeit beenden. Davor hatte der Bayerische Landtag das GSI gewarnt. Allerdings sah auch der Hochschulausschuss des Bayerischen Landtages Reformbedarf, wollte aber das Grundkonzept der HfP (berufsbegleitendes Studium und integrationswissenschaftlicher Ansatz) erhalten sehen. Durch die Gesetzesänderung vom 24. November 2014 wechselte die HfP als politikwissenschaftliche Einrichtung von der Ludwig-Maximilians-Universität zum 1. Dezember 2014 in die Trägerschaft der Technischen Universität München.
Geschäftsführender Direktor des GSI ist aktuell Christoph Knill, der die Professur für Empirische Theorien der Politik am GSI innehat. Er folgte Klaus H. Goetz, Professor am Lehrstuhl für Politische Systeme und Europäische Integration, und dessen Vorgänger Berthold Rittberger, der seit dem September 2011 einen Lehrstuhl für Internationale Beziehungen am GSI innehat.
War in den Jahren um die Jahrtausendwende die Qualität von Wissenschaft und Lehre des Geschwister-Scholl-Instituts zeitweise umstritten, hat das GSI beim CHE-Ranking 2019 für den Indikator Forschungsreputation die beste Bewertung in Deutschland bekommen.

## Bekannte Professoren und Alumni

### Aktive Professoren mit Lehreinheiten
- Karsten Fischer (* 1967), Politische Theorie
- Markus Gloe, Politische Bildung und Didaktik der Sozialkunde
- Klaus H. Goetz (* 1961), Politische Systeme und Europäische Integration
- Nicole Bolleyer (* 1978), Vergleichende Politikwissenschaft
- Christoph Knill (* 1965), Empirische Theorien der Politik
- Berthold Rittberger (* 1975), Internationale Beziehungen
- Laura Seelkopf (* 1982), Internationale Vergleichende Policyforschung
- Petra Stykow (* 1961), Vergleich Politischer Systeme mit Schwerpunkt GUS und Ostmitteleuropa
- Paul Thurner, Empirische Politikforschung und Policy Analysis
- Bernhard Zangl (* 1967), Global Governance and Public Policy

### Ehemalige Professoren
- Joachim Behnke (* 1962), Politikwissenschaftler
- Arnold Bergstraesser (1896–1964), Mitbegründer der modernen deutschen Politikwissenschaft und ehem. Direktor der Deutschen Gesellschaft für Auswärtige Politik (1955–1959)
- Christopher Daase (* 1962), Politikwissenschaftler
- Edgar Grande (* 1956), Politikwissenschaftler
- Michael Koß (* 1976), Politikwissenschaftler
- Mir A. Ferdowsi Oreh, iranischer Politikwissenschaftler
- Gottfried-Karl Kindermann (1926–2022), Politikwissenschaftler
- Friedrich Kratochwil (* 1944), Politikwissenschaftler und bedeutender Vertreter des Konstruktivismus
- Heinz Laufer (1933–1996), Jurist und Politikwissenschaftler
- Nikolaus Lobkowicz (1931–2019), Philosoph und Politikwissenschaftler
- Hans Maier (* 1931), Staatsminister a. D., ehemaliger bayerischer Kultusminister (1970–1986), ehem. Präsident des Zentralkomitees der deutschen Katholiken
- Peter Cornelius Mayer-Tasch (* 1938), Politikwissenschaftler und ehemaliger Rektor der Hochschule für Politik in München
- Margareta Mommsen (* 1938), Politikwissenschaftlerin
- Julian Nida-Rümelin (* 1954), Kulturstaatsminister
- Paul Noack (1925–2003), Politikwissenschaftler und Journalist
- Peter J. Opitz (1937–2025), Politikwissenschaftler
- Henning Ottmann (* 1944), Politikwissenschaftler
- Hans-Martin Schönherr-Mann (* 1952), Politische Philosophie
- Kurt Sontheimer (1928–2005), Politikwissenschaftler
- Theo Stammen (1933–2018), Politikwissenschaftler
- Eric Voegelin (1901–1985), Mitbegründer der deutschen Politikwissenschaft nach dem Zweiten Weltkrieg und Gründer des Geschwister-Scholl-Instituts
- Werner Weidenfeld (* 1947), ehem. Koordinator der Bundesregierung für die deutsch-amerikanischen Beziehungen, ehem. Vorstandsmitglied der Bertelsmann Stiftung, Direktor, Centrum für angewandte Politikforschung

Das GSI hat außerdem über die Jahre viele Gastprofessoren einladen können, welche das Forschungs- und Lehrprofil des GSI gestärkt haben. Als Gastprofessoren haben am GSI in den letzten Jahren u. a. folgende Personen gelehrt: Horst Bredekamp, Christian Bumke, Jens Hacke, Kai-Uwe Hellmann, Stephen Holmes, Reinhard Mehring, Jan-Werner Müller, Emanuel Richter, Samuel Salzborn, Michael Schefczyk, Helmut Willke.

### Alumni
- Ulrich Beck (1944–2015), Soziologe
- Ulrich Berls (* 1954), erster Direktor der Bayerischen Akademie für Fernsehen, danach Leiter des ZDF-Landesstudios Bayern
- Andreas M. Bock, Professor für Politikwissenschaft an der Akkon Hochschule für Humanwissenschaften
- Karl Carstens (1914–1992), Bundespräsident a. D.
- Giovanni di Lorenzo (* 1959), Moderator und Chefredakteur der Wochenzeitung Die Zeit
- Kurt Faltlhauser (* 1940), Staatsminister a. D., deutscher Politiker (CSU) und ehem. bayerischer Finanzminister
- Lisa Herzog (* 1983), Philosophin, Sozialwissenschaftlerin und Professorin an der Universität Groningen
- Günther Jauch (* 1956), Fernsehmoderator (u. a. Stern TV und Wer wird Millionär?)
- Bruno Jonas (* 1952), Kabarettist
- Clemens Kauffmann (1961–2020), Politikwissenschaftler und Professor für Politische Philosophie und Ideengeschichte an der Friedrich-Alexander-Universität Erlangen-Nürnberg
- Ulrich Kienzle (1936–2020), Journalist
- Kurt Kister (* 1957), Journalist und Chefredakteur der Süddeutschen Zeitung
- Michael Mittermeier (* 1966), Komiker und Autor
- Walter Momper (* 1945), Politiker (SPD), ehemaliger Regierender Bürgermeister von Berlin (1989–1991)
- Edda Müller (* 1942), Politikerin (parteilos), ehemalige Umweltministerin von Schleswig-Holstein (1994–1996) und seit 2010 Vorsitzende von Transparency International Deutschland
- Michael Naumann (* 1941), Kulturstaatsminister a. D., Chefredakteur des Monatsmagazins Cicero
- Gerhard Polt (* 1942), Kabarettist
- Katharina Schulze (* 1985), Mitglied des Bayerischen Landtags, Fraktionsvorsitzende der Grünen im bayerischen Landtag und von 2018 bis 2023 dessen Oppositionsführerin
- Charles Schumann (* 1941), Barkeeper, Gastronom, Unternehmer und Autor
- Marlene Schönberger (* 1990), Mitglied des Deutschen Bundestages (Bündnis 90/Die Grünen)
- Ludwig Stiegler (* 1944), Politiker (SPD) und ehemaliger Fraktionsvorsitzender der SPD-Bundestagsfraktion (2002)
- Bernhard Vogel (1932–2025), deutscher Politiker (CDU), Ministerpräsident von Rheinland-Pfalz (1976–1988) und Thüringen (1992–2003)
- Ulrich von der Osten (* 1965), deutsch-amerikanischer Journalist und Fernsehmoderator
- Tita von Hardenberg (* 1968), Fernsehmoderatorin (u. a. polylux)
- Thor von Waldstein (* 1959), Rechtsanwalt, Publizist und Vertreter der Neuen Rechten

## Lehre und Studium

### Bachelor of Arts (B.A.)
Das GSI bietet einen sechssemestrigen Bachelorstudiengang (Bachelor of Arts, B.A.) an, in dem die Grundlagen des Fachs Politikwissenschaft vermittelt werden. Der Bachelorstudiengang Politikwissenschaft basiert auf einem klar strukturierten Programm, in dem einerseits in das disziplinärer Kern der Politikwissenschaft durch ein dreisemestriges Grundlagenstudium, in dem die in die gesamte Breite der Disziplin eingeführt wird. Anderseits kann man auf dieser Grundlage dann schrittweise individuelle Schwerpunkte in den politikwissenschaftlichen Bereichen setzen.
Der Studiengang ist forschungsorientiert. Besonderes Augenmerk liegt auf der Methodenausbildung (quantitative und qualitative Methoden), die es den Studierenden erlaubt, Theorie und empirische Realität aufeinander zu beziehen.
Zusätzlich dazu ist ein Nebenfach im Umfang von 60 ECTS-Punkten zu wählen. Es stehen u. a. Nebenfächer wie Soziologie, Kommunikationswissenschaft, Wirtschaftswissenschaften, Geschichte, Rechtswissenschaft und Philosophie zur Verfügung.

### Master of Arts (M.A.)
Am GSI kann man durch ein viersemestriges Studium einen Abschluss als „Master of Arts (M.A.)“ erwerben. Der Studiengang ist im Kern disziplinär ausgerichtet und wird ohne Nebenfach studiert. Durch ein einsemestriges Grundlagenstudium wird einen Überblick über die drei inhaltlichen Schwerpunktbereiche des Masters vermittelt: Theorie und Empirie demokratischer Politik, Internationale und Europäische Politik und Governance und Public Policy. Entsprechend der Interessen entscheidet man selbst über des Weiteren Studienprofil.
Zudem wird zusammen mit zwei Partneruniversitäten im Rahmen des Masterstudiengangs zwei Double-Master-Degree-Optionen angeboten:
- Double Master Degree with Universitat Pompeu Fabra (UPF) in Barcelona[25]
- Double Master Degree with Stockholm University (SU)[26]

### Internationale Kontakte
Das GSI verfügt über vielfältige internationale Kontakte zu renommierten Partneruniversitäten, wie beispielsweise das Institut d’Etudes Politiques de Paris (SciencesPo), The Hebrew University of Jerusalem oder University of British Columbia, von denen man im Rahmen eines Auslandsstudiums profitieren kann. Zudem werden regelmäßig international anerkannte Politikwissenschaftler als Gastprofessoren nach München eingeladen.

## Angeschlossene bzw. verbundene Einrichtungen

### Voegelin-Zentrum für Politik, Kultur und Religion
Das Voegelin-Zentrum, das an das GSI angeschlossen ist, versteht es als seine zentrale Aufgabe, eine vertiefte wissenschaftliche Auseinandersetzung mit dem Themenbereich Politik, Kultur und Religion in Forschung und Lehre des Geschwister-Scholl-Instituts zu ermöglichen und auszubauen. Das Zentrum ist hervorgegangen aus dem 1990 von Peter J. Opitz gegründeten Eric-Voegelin-Archiv, das im Laufe der Jahre zu einem Aushängeschild der internationalen Voegelin-Forschung wurde. Dementsprechend verfolgt das Zentrum zwei thematische Schwerpunkte. Am Zentrum wird zum einen die Arbeit des Eric-Voegelin-Archivs fortgesetzt, also eine intensive Erforschung des philosophischen Werkes von Eric Voegelin. Bislang noch nicht erschienene Schriften Eric Voegelins werden übersetzt und herausgegeben; in der Schriftenreihe Voegeliniana wie auch in der Reihe Periagoge im Wilhelm Fink Verlag werden neue Beiträge zur Voegelin-Forschung veröffentlicht. Zum Bestand der Voegelin-Bibliothek zählen neben der Primär- und Sekundärliteratur zu Voegelin u. a. der Mikrofilmbestand der Hoover-Institution sowie zahlreiche, sonst schwer zugängliche Artikel, Manuskripte und Korrespondenzen. Das Zentrum verfolgt zum anderen den bereits genannten zweiten Schwerpunkt: eine intensivierte Auseinandersetzung mit dem Themenbereich Politik, Kultur und Religion. Diese Thematik hat in den letzten Jahren enorm an Bedeutung und Aufmerksamkeit gewonnen, u. a. im Kontext der Debatten über eine „Rückkehr der Religion“ oder auch mit Blick auf neue Formen des religiösen Fundamentalismus. Das Zentrum widmet sich dem Verhältnis von Politik und Religion aus einer primär politik-theoretischen Perspektive, bekennt sich aber ausdrücklich zu einer interdisziplinären Zugangsweise.

### MCG – Munich Center on Governance, Communication, Public Policy and Law
An der Sozialwissenschaftlichen Fakultät der LMU ist das Munich Center on Governance, Communication, Public Policy and Law (MCG) eingerichtet worden, an dem auch das Geschwister-Scholl-Institut vertreten ist. Das MCG ist ein interdisziplinäres Forschungszentrum und Bestandteil des LMUinnovativ-Konzepts. Grundanliegen des MCG ist es, mit seiner Forschung zu einem besseren Verständnis der verschiedenen Governance-Arrangements beizutragen.
Das MCG ist eine interdisziplinäre Einrichtung der LMU München, in der das Thema „Governance in modernen Gesellschaften“ gemeinsam von Politikwissenschaftlern, Rechtswissenschaftlern, Wirtschaftswissenschaftlern und Kommunikationswissenschaftlern erforscht wird.

### Centrum für angewandte Politikforschung (C.A.P.)
Mit dem Ziel einer langfristigen Strategieberatung und mit dem Interesse an einer wissenschaftlich begründeten Orientierungsleistung für Politik, Wirtschaft und Zivilgesellschaft wurde 1995 von Werner Weidenfeld am Lehrstuhl für Politische Systeme und Europäische Einigung des Geschwister-Scholl-Instituts das Centrum für angewandte Politikforschung (C.A.P.) gegründet.
Als unabhängige Denkfabrik versucht das CAP mit seinem besonderen Arbeitsansatz der „angewandten Politikforschung“ die Lücke zwischen Politik und Wissenschaft zu schließen. Das CAP ist eines der größten universitären Institute der Politikberatung zu europäischen und internationalen Fragen in Deutschland.
Seine Mittel wirbt das CAP über Projekte und Partnerschaften mit Stiftungen, staatlichen Institutionen und Unternehmen ein. Es organisiert wissenschaftlichen Sachverstand, um Strategien und Optionen zu aktuellen Fragestellungen der Politik zu erarbeiten. Die Forschungsgruppen und vielfältigen Projekte des Centrums verbinden dabei die international und interdisziplinär angelegte Analyse mit konkreten Vorschlägen für die politische Praxis.

### Heinz und Sybille Laufer-Stiftung für Politische Wissenschaft
Heinz Laufer war Professor für Politische Wissenschaften und Öffentliches Recht an der LMU. Die von ihm und seiner Ehefrau eingerichtete Heinz und Sybille Laufer-Stiftung fördert die Politikwissenschaft, unter anderem durch die Vergabe von Stipendien und Forschungsaufträgen für hervorragende Dissertationen und Habilitationen.
Einmal pro Semester wird die Laufer Lecture am Geschwister-Scholl-Institut für Politikwissenschaft veranstaltet. Unter den Vortragenden bei der Laufer Lecture waren in den letzten Jahren u. a. Wolfgang Merkel, Sigrid Roßteutscher, Manfred G. Schmidt, Wolfgang Seibel, Seongyi Yun.

### Die Projektgruppe Model United Nations am GSI
NMUN München ist ein Projektseminar an der LMU, welches jährlich eine Delegation nach New York entsendet, um an der National Model United Nations (NMUN) teilzunehmen. Die Münchner Projektgruppe ist am Geschwister-Scholl-Institut angesiedelt.
Das NMUN ist die größte und professionellste Simulation der Vereinten Nationen, welche seit 1946 jährlich in der Karwoche in New York in enger Zusammenarbeit mit den Vereinten Nationen z. T. an den Originalschauplätzen stattfindet. Mehr als 5000 ausgewählte Studenten zahlreicher großer amerikanischer, kanadischer, europäischer, asiatischer und afrikanischer Universitäten nehmen hierbei teil. Das Ziel von UN-Simulationen ist es, Studenten mit den Strukturen und Funktionsweisen der einzelnen Gremien der Vereinten Nationen vertraut zu machen. Die Themenschwerpunkte und der organisatorische Aufbau der Komitees des NMUN sind so angelegt, dass sie die Realität so wirklichkeitsgetreu wie möglich widerspiegeln.
Seit 1987 entsendet die LMU München eine Delegation zur Teilnahme an NMUN nach New York. Die Münchner Gruppe legt bei der Auswahl des zu vertretenden Landes viel Wert darauf, dass dieses außerhalb des europäischen Kulturkreises liegt, um den teilnehmenden Studenten einen noch größeren Mehrwert an Erfahrung zu ermöglichen.
Die LMU München ist jedes Jahr eine der erfolgreichsten Universitäten in New York und erhält regelmäßig mindestens eine der begehrten Auszeichnungen seitens der Veranstalter. Diesen Status untermauerte die Münchner Gruppe jüngst durch die Auszeichnungen in den höchsten Kategorien „Outstanding Position Paper“ und „Outstanding Delegation“, sowie in den Committees vergebenen „Outstanding Delegates“- Awards.
Zu den Auszeichnungen der Münchner Gruppe als Repräsentanten gehörten:
- 2010 (Vereinigte Arabische Emirate): Outstanding Delegation, Outstanding Position Paper
- 2011 (Russian Federation): Outstanding Delegation, Outstanding Position Paper
- 2013 (Qatar): Outstanding Delegation, Outstanding Position Paper
- 2014 (China): Outstanding Delegation, Outstanding Position Paper
- 2015 (Belarus): Outstanding Delegation, Outstanding Position Paper
- 2016 (Frankreich): Outstanding Delegation, Outstanding Position Paper
- 2017 (Indien und Kiribati): Outstanding Delegation, Outstanding Position Paper
- 2018 (Brasilien): Outstanding Delegation, Outstanding Position Paper
- 2019 (Israel): Outstanding Delegation, 4 Outstanding Position Paper, 2 Outstanding Delegates

### Hochschule für Politik (Zusammenarbeit bis 2014)
Die HfP (Hochschule für Politik) wurde auf Anregung der Alliierten 1950 gegründet und hat ihren Sitz im Brienner Forum am Königsplatz. Sie ist eine Hochschule, die ihre Rechtsgrundlage in einem eigenen, nur für sie geltenden Hochschulgesetz hat. Obwohl sie eigenständig ist, wurden die akademischen Grade in der Vergangenheit formal von der Ludwig-Maximilians-Universität München und durch das GSI verliehen. Seit dem 16. Februar 1981 hat die HfP den Status einer Körperschaft des öffentlichen Rechts. Länger schwelende Konflikte zwischen GSI und der HfP kulminierten nach der Emeritierung des HfP-Rektors Peter Cornelius Mayer-Tasch 2011 in der Ankündigung der LMU, die gesetzlich vorgeschriebene Zusammenarbeit beenden zu wollen. Durch eine Gesetzesänderung vom 24. November 2014 wechselte die HfP als politikwissenschaftliche Einrichtung von der Ludwig-Maximilians-Universität zum 1. Dezember 2014 in die Trägerschaft der Technischen Universität München.